# Grust
Grust település Franciaországban, Hautes-Pyrénées megyében. Lakosainak száma 37 fő (2022. január 1.). Grust Viscos, Cauterets és Sazos községekkel határos.

## Népesség
A település népességének változása:
| Lakosok száma | 45   | 41   | 40   | 37   | 36   | 35   | 34   | 35   | 37   |
|               | 2013 | 2015 | 2016 | 2017 | 2018 | 2019 | 2020 | 2021 | 2022 |